# Кенсингтонський рунічний камінь
Кенсингтонський рунічний камінь — кам'яна плита прямокутної форми, лицьова і бічна сторони якої списані рунами. Написи на ній стверджують, що в 1362 р. (задовго до подорожі Христофора Колумба) скандинавські мандрівники досягли серединної частини Північної Америки. Плита виявлена в 1898 році поблизу міста Кенсингтон, у штаті Міннесота, США. Науковим консенсусом визнана підробкою, що датується 1870-ми роками та ймовірно виконана норвезькою діаспорою.

## Історія знахідки
Його відкривачем ймовірно був шведський імігрант Улоф Оман. Він знайшов камінь на полі своєї ферми в 1898 році. Оман стверджував, що знайшов його під тополею, яку він викорчовував, розчищаючи землю. Коли він побачив позначки на камені, то вирішив, що знайшов «індіанський альманах». Він викликав норвезько-американського сусіда, Нільса Флатена, що письмово підтвердив обставини відкриття. Хоча обоє чоловіків вказували однакові деталі (вигляд каменя, які корені дерева яку його частину обплутували), їхні свідчення щодо місця знахідки суперечили одні одним. Вказувалося місце то за 500 футів від будинку Флаттена на власній землі, то за 1200 футів від його дому на землі Омана. У своїй книзі «Кенсингтонський камінь» (1958) Ерік Волгрен припускає, що камінь могли знайти двічі. Першого разу Оман міг знайти камінь, але не надати йому значення і викинути, чим і пояснюються розбіжності.
В описі каменя 1899 року написи згадувалися як «грецькі». Малюнок написів, який виконав рієлтор Дж. П. Гедберг, містив помилки, які можливі тільки в тому разі, якщо автор знав письмо (а саме слова, що мають схоже значення, але різне написання).
У 1910 році Історичне товариство Міннесоти опублікувало звіт про камінь, у якому говорилося, що Оман і Флатен знайшли його 8 листопада 1898 року.
Оман продав камінь за 10 доларів у 1911 році Яльмару Холанду, який наполягав, що напис виконано давніми скандинавами. Холанд того ж року взяв Кенсингтонський камінь у турне по Європі після невдалої спроби продати його Історичному товариству Міннесоти за 5 тис. доларів (пізніше він підняв ціну до 6 тис. доларів), які він описував словами: «Не стільки ціна за сам камінь, скільки компенсація за мій внесок в американську історію». Товариство опублікувало звіт, який офіційно підтверджував справжність знахідки, однак, купити камінь відмовилося.
У 1951 році в Александрії, штат Міннесота, центрі округу Дуглас, відкрили Меморіальний парк Рунстоун. Там встановили гігантську копію рунічного каменя, а сам артефакт зберігається в тамтешньому музеї. 
Згодом сформувалася легенда про ототожнення «дослідників» Кенсингтона з командою Пола Натсона, нібито надісланою до Гренландії з Бергена, Норвегія, у 1355 році за повноваженням короля Маґнуса Ерікссона. Підставою слугував лист 1354 року, надісланий від імені Маґнуса його регентом у Норвегії Ормом Остенсоном. У листі йдеться про наказ Полу Натсону зібрати всіх людей, яких він міг знайти, для екіпажу королівського торгового судна та відплисти до Гренландії.
Аналізи мінеральних і органічних матеріалів показали, що камінь був закопаний приблизно за 25 років до того, як Оман знайшов його, що свідчить про непричетність фермера до обману. Можливе походження виявили в 2019 році, коли два короткі написи з рунами, дуже схожими на написи на Кенсингтонському камені, датовані 1870 і 1877 роками відповідно, були знайдені в кімнаті батрака в селі Кельшон неподалік від ферми Омана. Оскільки один з написів міститься на вимірювальній палиці завдовжки алн (одиниця вимірювання, скасована у Швеції в 1889 році), це вказує на час його створення близько 1880-х років. У 2020 році шведський археолог Матс Г. Ларссон виявив, що Анна Ерссон, двоюрідна сестра та подруга дитинства Улофа Омана, жила в Кельшоні протягом 1878 року. Їхні стосунки були доволі близькі, оскільки Оман робив Анні пропозицію одруження в 1879 році.

## Вигляд і текст
Камінь є великим пласким шматком граувакки (різновид пісковика), з вкрапленнями глини та дрібного каміння. Камінь 76 см заввишки, 41 см завширшки та 15 см завтовшки. Важить 90,7 кг.
На камені міститься текст скандинавськими рунами та латинськими літерами:

| «[Ми], восьмеро геатів і двадцять двоє норвежців у дослідницькій подорожі рухалися з Вінланда на захід. Ми розбили табір біля двох скель за один день шляху на північ від цього каменя. Одного разу ми були на риболовлі. Коли ми прийшли додому, [ми] знайшли десятьох чоловіків, червоних від крові та мертвих. AVM (Аве, Діво Маріє), врятуй [нас] від зла». «[Ми] маємо десять чоловік біля моря, щоб стежити за нашими кораблями, чотирнадцять днів шляху від цього острова.1362 року». |
| |

## Докази фальшивості

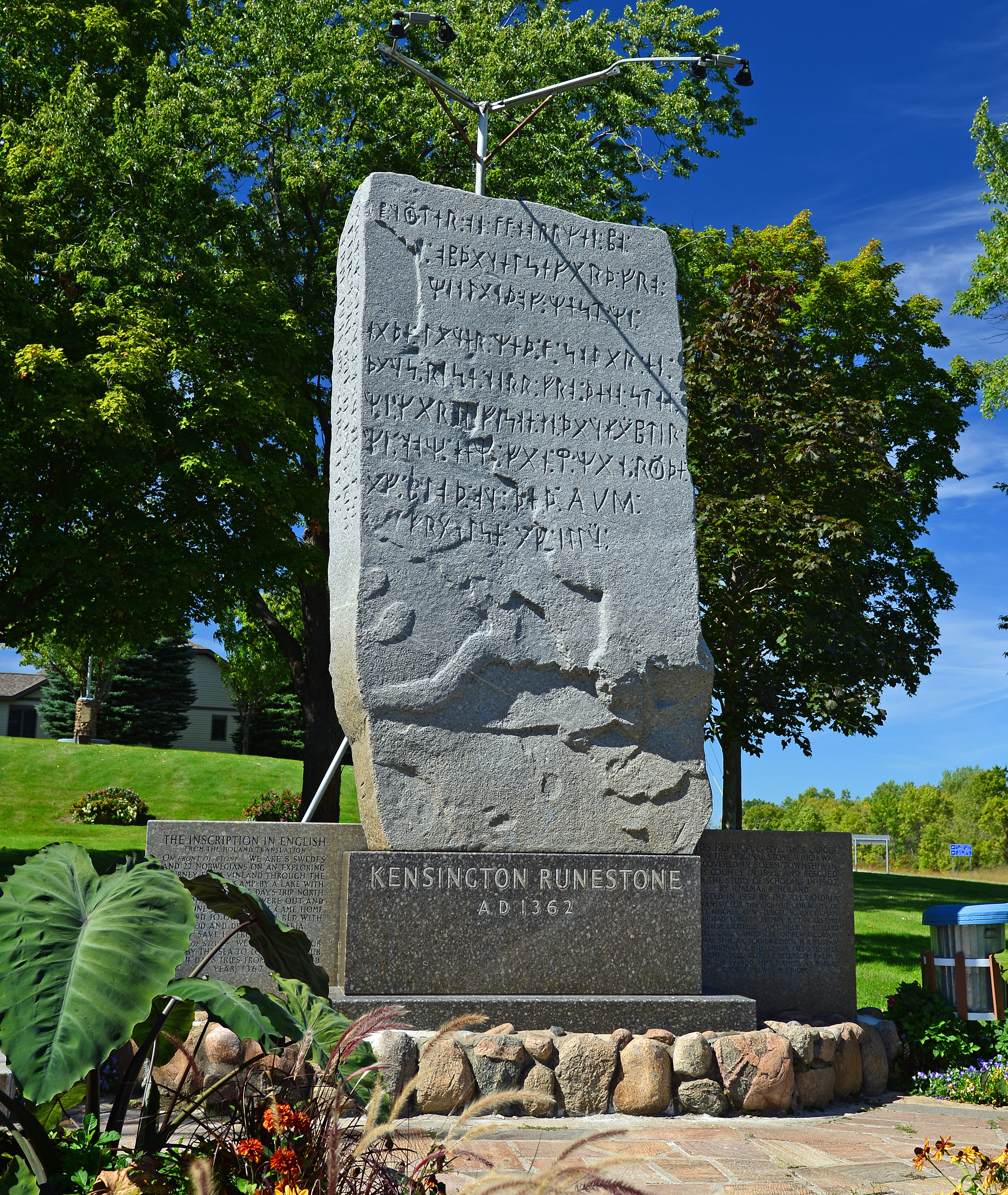
Репліка каменя в Александрії, встановлена 1951 року

Ймовірний автор напису не міг подорожувати з Вінланда, оскільки археологічні докази вказують, що цей регіон перебував під владою норвежців у XI ст., але не в 1362 році. До Кенсингтона звідти плисти набагато більше, ніж 14 днів. Хоча побудований у XIX ст. канал Ері дозволяв кораблям долати шлях від Атлантики до Великих озер, у 1362 році подібного шляху не існувало.
Руни набагато світліші за поверхню каменю, що відповідало б свіжому напису. За століття на камені повинна була утворитися рівномірна патина. Мова записана давніми рунами, однак, лінгвістичні особливості напису такі, що відповідають стилізації під давнину. У 1951 році Ерік Мольтке, рунолог Датського національного музею, звернув увагу, що використана в тексті літера «j» походить із латинського алфавіту, як і v; ці літери з'явилися в написанні відповідних слів лише в XVI ст. Однак у 1987 році Річард Нільсен вказав не менше 8 випадків використання «j» у «Codex Runicus», який датується близько 1300 року. Нільсен припустив, що «j» передає тут м’який L-звук, а не германський J-звук. Проте текст ще згадує Діву Марію, записану скороченням AVM латинськими символами, які використовуються в англійській мові.
Наостанок доказом фальшивості написів є вирваність каменя з археологічного контексту. Під час розкопок не було виявлено жодних норвезьких артефактів XIV ст. За словами Омана, камінь лежав під корінням дерева, якому було 70 років, тобто, принаймні з початку XIX ст. Але ніхто, крім родини Омана та Флатена, не підтверджували існування старого дерева. Інші свідки, які бачили залишки коріння та яму, стверджували, що дерево було молоде.
Пол Натсон навряд чи міг би поплисти в 1355 році куди-небудь далі Ісландії, бо тоді вирували шторми і король Маґнус передав правління Норвегією своєму синові, принцу Гокону. Жодні зобов'язання Маґнуса не були б дійсними, якщо їх не підтвердив новий монарх. Маґнус зіткнувся з громадянською війною вдома в 1356 році, коли інший син, принц Ерік, повстав і проголосив себе королем. Навіть після смерті Еріка в 1359 році політичні обставини лишалися настільки складними, що жодне плавання далеко на захід не видається ймовірним.
Ймовірно, камінь створений під час популярності теми скандинавського відвідання Америки. Їй сприяла публікація в 1874 році книги «Америка, не відкрита Колумбом» американця норвезького походження Расмуса Б. Андерсона. У 1893 році в Чикаго проходила Всесвітня виставка на знак визнання 400-річчя прибуття Христофора Колумба в Новий Світ. Створення каменя могло слугувати протестом проти першості Колумба, влаштованим норвежцями Америки. Відтоді в інших частинах країни знайшли кілька інших рунічних каменів, і всі вони також були досить очевидними містифікаціями.

## Галерея

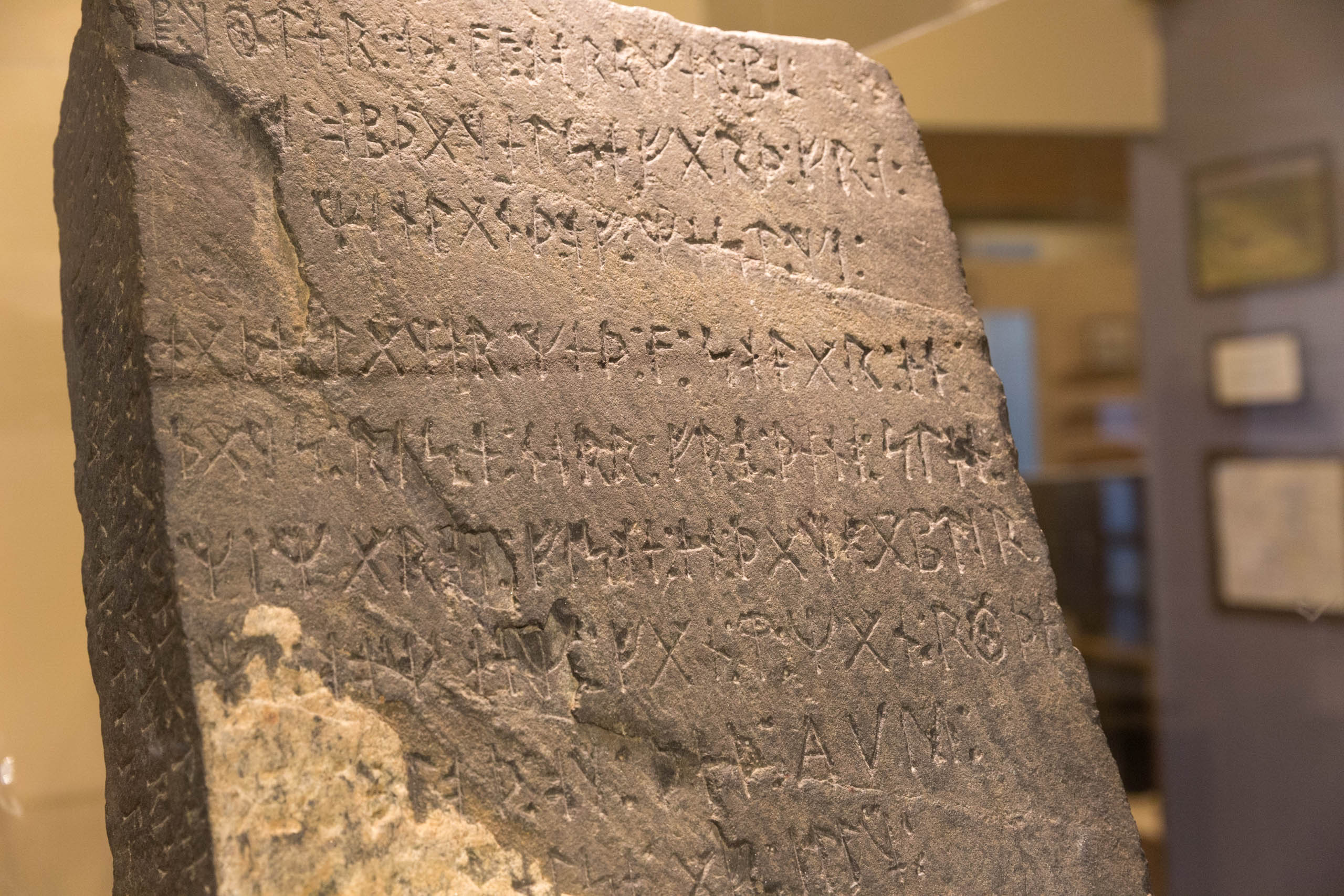
Верхня частина каменя
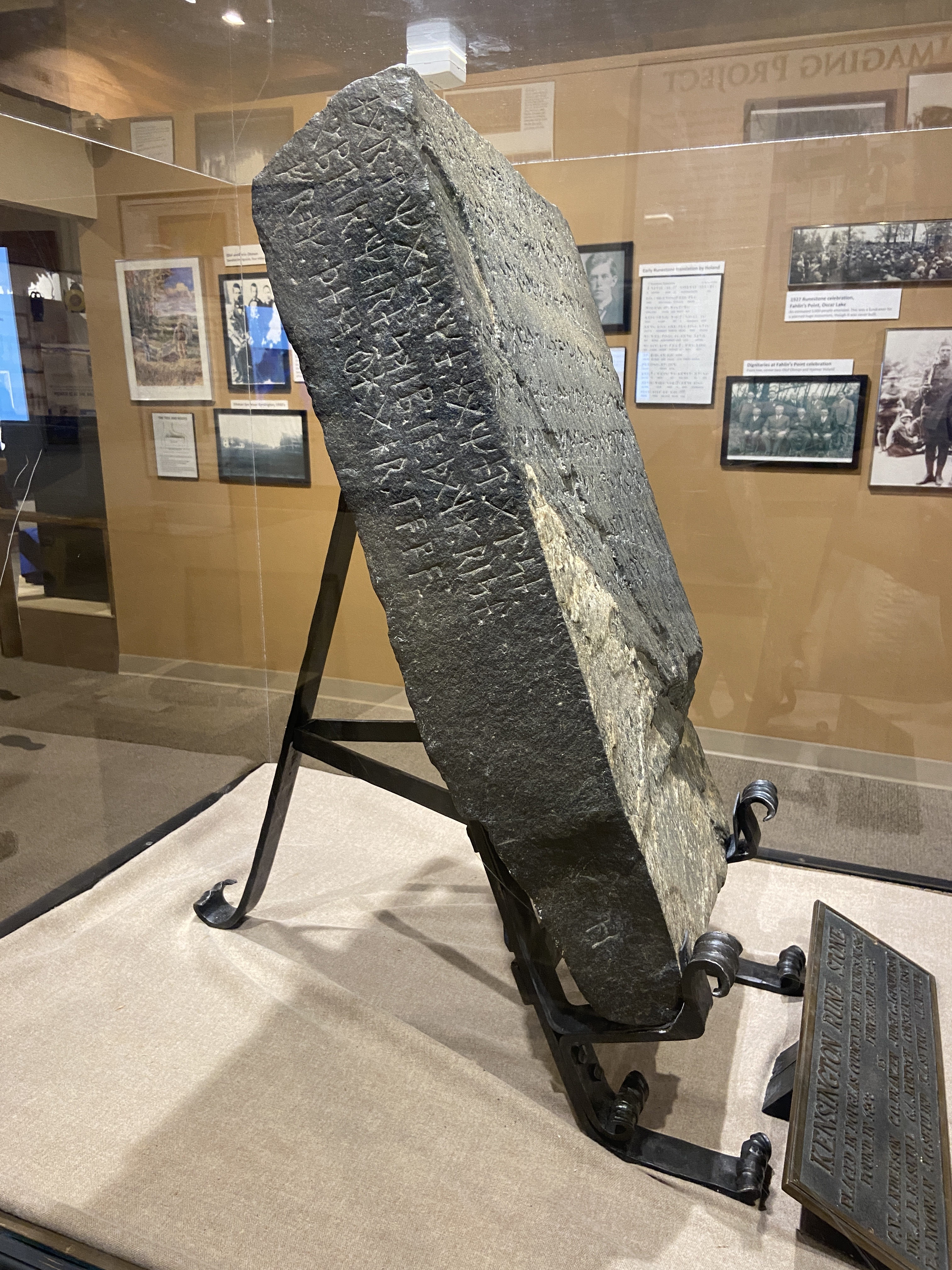
Бічний напис
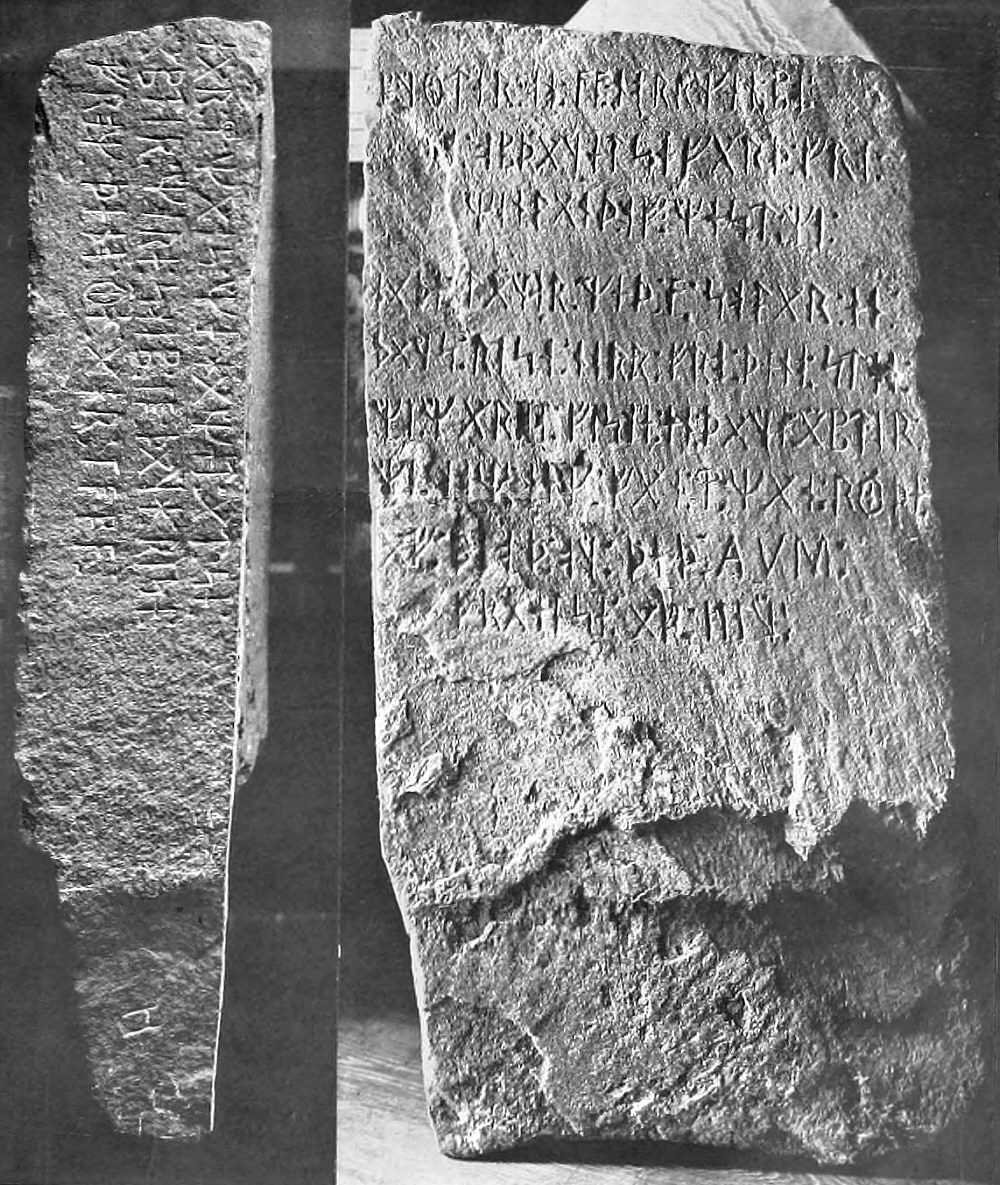
Написи на камені
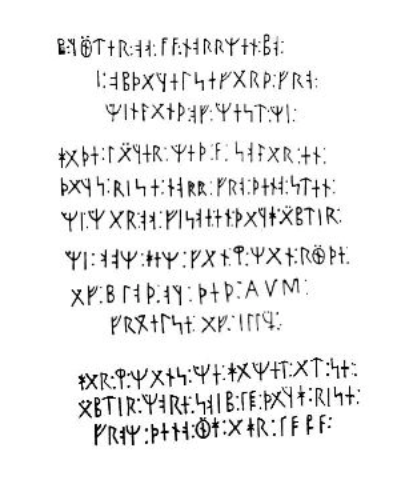
Текс із передньої частини
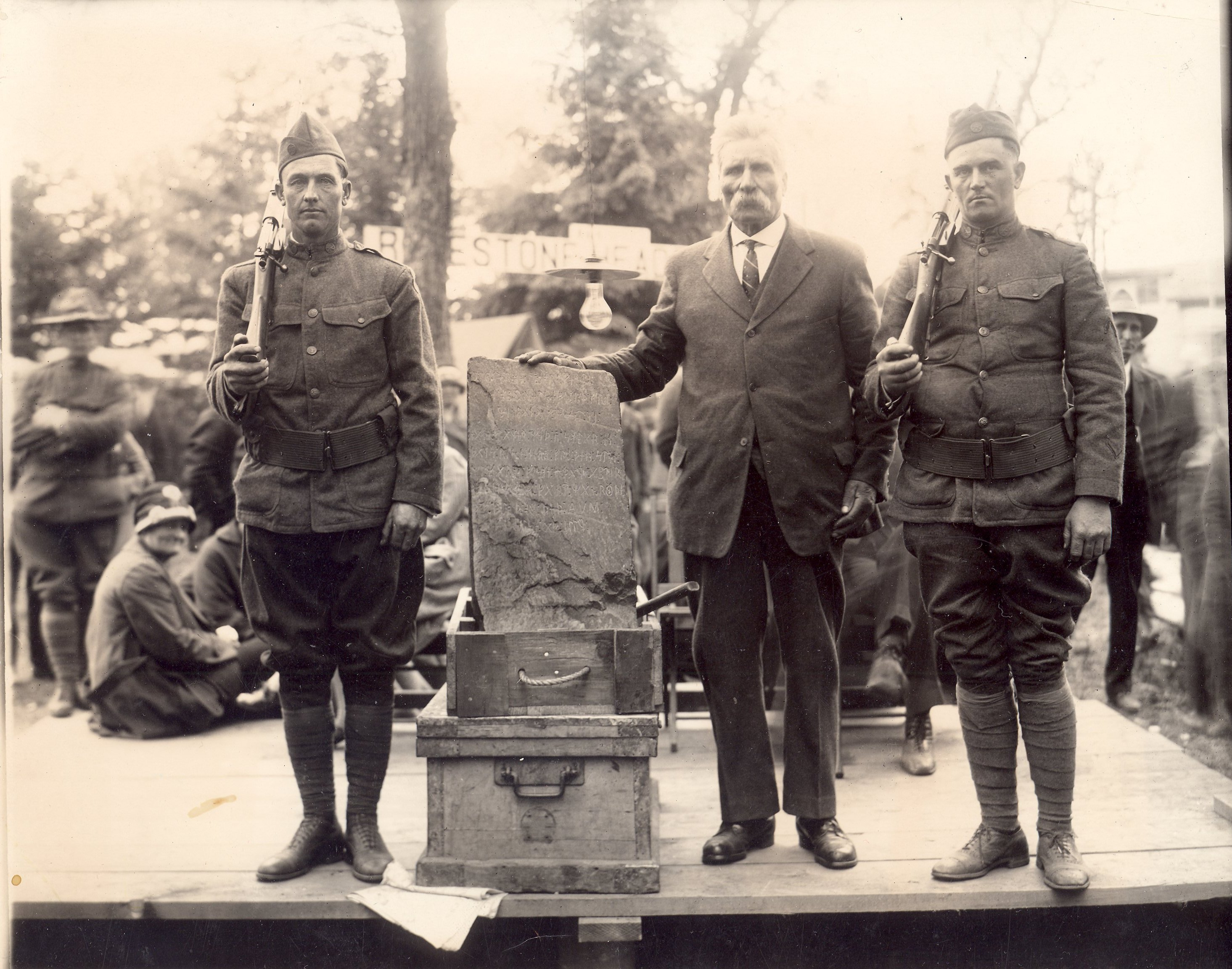
Улоф Оман (посередині) з рунічним каменем